# Hister zulu
Hister zulu är en skalbaggsart som beskrevs av Sylvain Auguste de Marseul 1881. Hister zulu ingår i släktet Hister och familjen stumpbaggar. Inga underarter finns listade i Catalogue of Life.